# Fusigobius humerosus
Fusigobius humerosus là một loài cá biển thuộc chi Fusigobius trong họ Cá bống trắng. Loài này được mô tả lần đầu tiên vào năm 2023.

## Từ nguyên
Tính từ định danh humerosus trong tiếng Latinh có nghĩa là "ở cánh tay"), hàm ý rằng loài cá này giống với loài chị em của chúng, Fusigobius humeralis (hậu tố osus dùng để chuyển danh từ thành tính từ).

## Phân bố và môi trường sống
F. humerosus mới chỉ được biết đến ở khu vực Biển Đỏ (gồm cả vịnh Aqaba), kéo dài về phía nam đến vịnh Aden. Chúng sống trên nền cát và đá vụn của rạn san hô, được tìm thấy ở độ sâu đến ít nhất là 15 m.

## Mô tả
Chiều dài chuẩn lớn nhất được ghi nhận ở F. humerosus là gần 4 cm. Cá trong mờ với các đốm nhỏ màu vàng cam sẫm trên đầu và thân, bên trong mỗi đốm và xung quanh có các tế bào sắc tố. Một đốm đen tròn có kích thước bằng hoặc lớn hơn đồng tử ở ngay phía trên gốc vây ngực, đốm đen thứ hai có cùng kích thước ở giữa gốc vây đuôi.
Mống mắt của F. humerosus chỉ có một màu (hiếm khi vàng), so với mống mắt có các vệt đỏ cam ở phía trước và trên đối với F. humeralis. Ngoài ra, hai loài cũng có sự khác biệt về các đặc điểm hình thái khác.
Số gai ở vây lưng: 7; Số tia ở vây lưng: 8–9; Số gai ở vây hậu môn: 1; Số tia ở vây hậu môn: 8; Số tia ở vây ngực: 17–18.